# Manometru submersibil
Manometrul submersibil, este un instrument pentru indicarea continuă a presiunii aerului stocat în butelia de scufundare, a duratei de timp pentru care se mai dispune de aer respirabil și deci cât timp mai poate continua neîntrerupt scufundarea. 

Manometrul submersibil este o piesă de bază a echipamentului de scufundare. Este indispensabil atunci când robinetul buteliei nu este prevăzut cu sistemul de rezervă, precum și atunci când factorul „autonomie de revenire la suprafață” are o mare importanță (scufundări în peșteri, la epave, sub gheață etc.).
Manometrul se racordează la etajul I al detentorului, la racordul de înaltă presiune, prin intermediul unui furtun rezistent la înaltă presiune, cu lungimea de 60...100 cm. Poate fi de asemenea montat în consolă împreună cu un profundimetru pentru măsurarea adâncimii. Un manometru submersibil trebuie astfel conceput și construit încât să fie etanș și rezistent la presiune exterioară, la lovituri și la șocuri. Pentru aceasta, manometrul este prevăzut cu o carcasă etanșă și durabilă din metal și cu un inel de protecție contra loviturilor, din cauciuc.
Pentru a fi cât mai ușor de folosit sub apă, manometrul este prevăzut cu un racord la furtun cu rotire etanșă de 360°. De asemenea, este prevăzut cu un geam rezistent la presiunea exterioară și la zgârieturi. Cadranul manometrului submersibil este gradat în bar (bari) sau în at (atmosfere; 1 at = 0,981 bar). Manometrele submersibile americane au cadranul gradat în PSI (pound/square inch; 1 PSI = 6,9 · 0,01 bar = 6,8 · 0,01 at).